# Gossamer
Gossamer es un personaje de dibujos animados de las series de Warner Bros. Looney Tunes y Merrie Melodies. El personaje es un monstruo peludo, naranja rojizo. Su cuerpo está posado sobre dos zapatillas de tenis gigantes, y su cara en forma de corazón está compuesta de solo dos ojos ovalados y una boca ancha, con dos brazos enormes que terminan en dedos con garras. El rasgo principal del monstruo es el brillante cabello anaranjado sin peinar. Originalmente fue doblado por Mel Blanc y posteriormente por Frank Welker, Maurice LaMarche, Joe Alaskey, Jim Cummings y Kwesi Boakye . 
La palabra gossamer significa cualquier tipo de material delgado, frágil y transparente. En particular, puede referirse a una especie de gasa pura y delicada o una telaraña ligera. El nombre debe ser irónico porque el personaje es grande, amenazador y destructivo.

## Historia
El animador Chuck Jones presentó al personaje en el dibujo animado de 1946 Hair-Raising Hare . En dicha historia, Bugs Bunny es atraído a la guarida de un científico loco (una caricatura del actor Peter Lorre) como alimento para Gossamer. El monstruo sirve como secuaz del científico. 
Parte de esta trama se repitió en la caricatura de Jones, Water, Water Every Hare, de 1952, en la que el personaje del monstruo se conoce como "Rudolph" o simplemente "Monster". El científico loco, que necesita un cerebro vivo para su robot gigante, libera a Monster de su cámara en una misión para capturar a Bugs Bunny; el Monstruo muestra un repentino estallido de alegría y se pone en marcha rápidamente cuando el científico loco promete la recompensa del "gulash de araña" por capturar al conejo. El monstruo aparece a continuación en Duck Dodgers and the Return of the 24½th Century en 1980. Esta es la primera caricatura donde el personaje se llama "Gossamer", y se llama así por Marvin el marciano. Jones le dio a este monstruo este nombre "porque es el opuesto de Gossamer. Es una cosa grande y peluda".
Gossamer también ha aparecido en varias producciones recientes de Warner Bros., incluyendo cameos en la película Space Jam de 1996 y como personaje jugable en los videojuegos Looney Tunes: Acme Arsenal, Looney Tunes: World of Mayhem y Looney Tunes: Back in Action. Gossamer apareció en el episodio "Monsters Are Real" de Aaahh!!! Real Monsters, donde se lo mostró como uno de los mejores monstruos para asustar a las personas y los animales. Gossamer apareció en la serie de televisión Beetlejuice como un rediseño llamado "The Monster Across the Street" y como antagonista en un capítulo de The Sylvester & Tweety Mysteries. Hizo su aparición también en la película Space Jam: A New Legacy de 2021.
Gossamer iba a tener un cameo en Who Framed Roger Rabbit, pero los derechos del personaje no se pudieron obtener a tiempo. 
Gossamer aparece en The Looney Tunes Show con la voz de Kwesi Boakye . Gossamer aquí es lo contrario de retratos anteriores, siendo un niño tímido y amable. Gossamer tiene un vínculo con el Pato Lucas, quien sirve como una especie de mentor y padre a pesar de la rivalidad de Lucas con la madre de Gossamer, la Bruja Hazel.